# Paktivärri
Paktivärri är en kulle i Finland.   Den ligger i Utsjoki kommun i landskapet Lappland, i den norra delen av landet, 1 100 km norr om huvudstaden Helsingfors. Toppen på Paktivärri är 393 meter över havet. Paktivärri ingår i Paistunturit.
Terrängen runt Paktivärri är kuperad åt nordväst, men åt sydost är den platt. Trakten runt Paktivärri är nära nog obefolkad, med mindre än två invånare per kvadratkilometer. Närmaste större samhälle är Utsjoki by, 19,5 km öster om Paktivärri. Omgivningarna runt Paktivärri är i huvudsak ett öppet busklandskap.